# Томита, Мию
Мию Томита (яп. 富田 美憂 Томита Мию, род. 15 ноября 1999 года, префектура Сайтама, Япония) — японская сэйю и певица. 

## Биография
Мию Томита родилась 15 ноября 1999 года в префектуре Сайтама. Впервые заинтересовалась работой сэйю во время обучения в начальной школе, когда посмотрела аниме-сериал «Рыцарь-Вампир» и стала поклонницей сэйю Мамору Мияно. На втором году средней школы Томита стала членом совета по внутреннему радиовещанию, а в старшей — кружка по изучению манги. Получив положительные отзывы на свой голос, Томита стала стремиться начать карьеру сэйю. Из-за финансовых трудностей своей семьи она решила накопить средства на оплату обучения посредством подработок. Узнав из объявления в журнале о существовании специальной программы, позволяющей победителю получить бесплатное обучение в школе по подготовке сэйю сроком на один год, Томита решила посетить пробное прослушивание. В 2014 году Томита стала финалистом программы пробного прослушивания Ani☆Tan! и выиграла гран-при Отборочной программы обучения актёров озвучивания — 2014 (яп. 2014声優アーティスト育成プログラム・セレクション 2014 сэйю: а:тисуто икусэй пурогураму сэрэкусён). Она дебютировала в качестве сэйю в 2015 году, озвучив в аниме-сериале Himouto! Umaru-chan ряд второстепенных ролей, а также главного героя Тайхэя Дому в сценах-флешбэках.
Свою первую главную роль Томита получила в аниме-сериале Please Tell Me! Galko-chan (2016), в котором озвучила старшеклассницу по имени Отако и совместно с Адзуми Ваки и Минами Такахаси исполнила его открывающую музыкальную тему. В марте 2016 года Томита была утверждена на роль Юмэ Нидзино в аниме-сериале Aikatsu Stars!; в рамках рекламной кампании сериала она также озвучивала промовидео. В аниме-сериале Gabriel DropOut (2017) Томита озвучила Габриэль Уайт Тэмму и в составе квартета, состоящего из сэйю главных героинь сериала, исполнила две музыкальные темы: открывающую «Gabriel Dropkick» и закрывающую «Hallelujah Essaim». В число озвученных Томитой главных героинь входят: Рико из Made in Abyss (2017), Софи Твайлайт из Ms. Vampire who lives in my neighborhood (2018), Ридзу Огата из We Never Learn (2019), Алиса Кисараги из Combatants Will Be Dispatched! (2021), женская версия Мацури Кадзамаки из Ayakashi Triangle (2023) и другие.
13 ноября 2019 года Томита дебютировала в качестве сольной певицы, выпустив на лейбле Nippon Columbia сингл «Present Moment», титульный трек с которого стал открывающей музыкальной темой аниме-сериала After School Dice Club. 3 июня 2020 года был выпущен второй сингл Томиты — «Tsubasa to Kokuhaku» (яп. 翼と告白 Цубаса то кокухаку). 30 июня 2021 года вышел дебютный альбом Томиты под названием Prologue; в этот же день состоялся запуск официального фан-клуба певицы + you.

## Избранная фильмография

### Аниме-сериалы
2015
- Himouto! Umaru-chan — Тайхэй Дома (подросток), ученицы
- Is the Order a Rabbit?? — одноклассница A

2016
- Aikatsu Stars! — Юмэ Нидзино[9]
- Please Tell Me! Galko-chan — Отако[8]

2017
- Gabriel DropOut — Габриэль Уайт Тэмма[11]
- Garo: Vanishing Line — Люк (в детстве)
- Hinako Note — Куина Нацукава[25]
- Made in Abyss — Рико[13]

2018
- Holmes of Kyoto — Аой Масиро[26]
- Ms. Vampire who lives in my neighborhood — Софи Твайлайт[14]
- Overlord II — Тина[27]

2019
- After School Dice Club — Мидори Оно[28]
- Aikatsu on Parade! — Юмэ Нидзино
- The Magnificent Kotobuki — Тика[29]
- Wasteful Days of High School Girls — Минами «Ямаи» Ямамото[30]
- We Never Learn — Ридзу Огата[15]
- Z/X Code reunion — Юни Цукигата[31]

2020
- Dogeza: I Tried Asking While Kowtowing — Канан Мисэнай, Рэй Сиоя[32]
- Dorohedoro — Эбису[33]
- Haikyu!! — Аканэ Ямамото
- Hatena Illusion — Юмэми Хосисато[34]
- Interspecies Reviewers — Кримвель[35]
- Iwa-Kakeru! Sport Climbing Girls — Нонока Сугиура[36]
- Kuma Kuma Kuma Bear — Сюри[37]
- One Room Third Season — Акира Котокава[38]
- Talentless Nana — Юка Сасаки[39]
- Tamayomi — Ибуки Кавагути[40]
- To Aru Kagaku no Railgun T — Митори Кодзаку[41]
- «Госпожа Кагуя: В любви как на войне?» — Мико Иино[42]

2021
- Battle Athletes Victory ReSTART! — Шелли Вон[43]
- Combatants Will Be Dispatched! — Алиса Кисараги[16]
- Ex-Arm — Иггдрасиль[44]
- Otherside Picnic — Акари Сэто[45]
- The Hidden Dungeon Only I Can Enter — Эмма Брайтнесс[46]
- Vivy: Fluorite Eye’s Song — Момока Кирисима

2022
- In the Heart of Kunoichi Tsubaki — Товата[47]
- Made in Abyss: The Golden City of the Scorching Sun — Рико[48]
- Miss Kuroitsu from the Monster Development Department — Мелти[49]
- Mobile Suit Gundam: The Witch from Mercury — Чуатури «Чучу» Панланч[50]
- My Stepmom’s Daughter Is My Ex — Исана Хигасира[51]
- Onipan! — Норико Иссюн/Норирин[52][53]
- Prima Doll — Гэкка[54]
- Sabikui Bisco — Тироль Отягама[55]
- Shadowverse Flame — Цубаса Таканаси[56]
- Shine Post — Хомарэ Тораватари[57]
- Shinobi no Ittoki — Сатоми Цубаки[58]
- Skeleton Knight in Another World — Тиёмэ[59]
- Smile of the Arsnotoria the Animation — Маленькая Альберта[60]
- The Maid I Hired Recently Is Mysterious — Нацумэ Накасима[61]
- Tabi Hani — Акари Ясима[62]
- «Восхождение Героя Щита 2» — Кидзуна Кадзаяма[63]
- «Госпожа Кагуя: В любви как на войне — Ультраромантика» — Мико Иино[64]

2023
- Ayakashi Triangle — Мацури Кадзамаки (женская версия)[17]
- Butareba: The Story of a Man Turned into a Pig — Цереш[65]
- Endo and Kobayashi Live! The Latest on Tsundere Villainess Lieselotte — Фине[66]
- Farming Life in Another World — Флора[67]
- KamiKatsu — Бельтран (женская версия)[68]
- KonoSuba: An Explosion on This Wonderful World! — Фунифура[69]
- Reborn as a Vending Machine, I Now Wander the Dungeon — Сюи[70]
- The 100 Girlfriends Who Really, Really, Really, Really, Really Love You — Каранэ Инда[71]
- Too Cute Crisis — Сасара Адзума[72]

2024
- ’Tis Time for «Torture», Princess — Ванилла Пешуц[73]
- Delicious in Dungeon — Микбелл[74]
- Gods’ Games We Play — таинственная красивая девушка[75]
- Jellyfish Can’t Swim in the Night — Киви Ватасэ[76]
- My Instant Death Ability Is So Overpowered — Томотика Данноура[77]
- Our Last Crusade or the Rise of a New World (второй сезон) — Мэй[78]
- Sasaki and Peeps — Эльза[79]
- «Ведьма и зверь» — Хельга Велвет[80]

2025
- Kamitsubaki City Under Construction — Хастаа[81]
- May I Ask for One Final Thing? — Нанака[82]
- Please Put Them On, Takamine-san — Рурика Куросаки[83]
- The 100 Girlfriends Who Really, Really, Really, Really, Really Love You (второй сезон) — Каранэ Инда
- The Daily Life of a Middle-Aged Online Shopper in Another World — Мярей[84]
- Touring After the Apocalypse — Айри[85]

TBA
- Magical Girl Raising Project: Restart — Детек Белл[86]
- Tales of Wedding Rings (второй сезон) — Морион[87]

### Аниме-фильмы
2016
- Aikatsu Stars! — Юмэ Нидзино
- Garo: Divine Flame — Роберто Льюис[88]

2019
- KonoSuba: God’s Blessing on this Wonderful World! Legend of Crimson — Фунифура
- Made in Abyss: Journey’s Dawn — Рико
- Made in Abyss: Wandering Twilight — Рико

2020
- High School Fleet: The Movie — Сатихо «Санни» Тиба[89]
- Made in Abyss: Dawn of the Deep Soul — Рико

2022
- «Госпожа Кагуя: В любви как на войне — Первый поцелуй никогда не заканчивается» — Мико Иино[90]

2024
- My Oni Girl — Цумуги[91]

2026
- Made in Abyss: Mezameru Shinpi — Рико[92]

### OVA
- 2024 — Code Geass: Rozé of the Recapture — Харука Рутака[93]

### Компьютерные игры
2016
- Granblue Fantasy — Хлоя

2018
- Onsen Musume — Хината Кинугава
- Shojo Kageki Revue Starlight -Re LIVE- — Лалафин Нономия
- Valkyrie Connect — Фригг

2020
- Arknights — Кафка
- Idolmaster Cinderella Girls: Starlight Stage — Акира Сунадзука

2021
- Assault Lily Last Bullet — Химэка Садамори
- Azur Lane — USS New Jersey (BB-62)
- Blue Archive — Симико Эндо
- Closers — Сидзуку Хомтно
- Smile of the Arsnotoria — Маленькая Альберта[94]

2022
- Fire Emblem Warriors: Three Hopes — женский протагонист, Шез (женская версия)
- Genshin Impact — Лайла[95]
- Made in Abyss: Binary Star Falling into Darkness — Рико[96]
- Samurai Maiden — Комими[97]

2023
- Echocalypse — Лумин
- Fuga: Melodies of Steel 2 — Сокс Миллион[98]
- Towa Tsugai — Хатидори[99]

2024
- Wuthering Waves — Юху[100]

## Дискография

### Синглы
| Название                                                                                    | Дата выпуска       | Лейбл           | Номер (тип издания)                                        | Высшая позиция в чарте Oricon |
| ------------------------------------------------------------------------------------------- | ------------------ | --------------- | ---------------------------------------------------------- | ----------------------------- |
| «Present Moment»                                                                            | 13 ноября 2019 г.  | Nippon Columbia | COCC-17668 (обычное издание) COZC-1587-8 (Limited Edition) | 26                            |
| «Tsubasa to Kokuhaku» (яп. 翼と告白)                                                        | 3 июня 2020 г.     | Nippon Columbia | COCC-17772 (обычное издание) COZC-1663-4 (Limited Edition) | 12                            |
| «Kaguya-sama wa Kokurasetai? ～Tensai-tachi no Renai Zunosen～ Character Song 03 Miko Iino» | 17 июня 2020 г.    | Aniplex         | SVWC-70477                                                 | 17                            |
| «Taiyo to Rainbow» (яп. 太陽とレインボー)                                                   | 30 октября 2020 г. | SMIRAL          | SMRR-019                                                   | —                             |
| «Broken Sky»                                                                                | 11 ноября 2020 г.  | Nippon Columbia | COCC-17818 (обычное издание) COZC-1687-8 (Limited Edition) | 21                            |
| «OveR»                                                                                      | 20 апреля 2022 г.  | Nippon Columbia | COCC-17956 (обычное издание) COZC-1862-3 (Limited Edition) | 17                            |
| «Paradoxes»                                                                                 | 17 апреля 2024 г.  | Nippon Columbia | COCC-18199 (обычное издание) COZC-2083-4 (Limited Edition) | 22                            |

### Альбомы
| Название               | Дата выпуска       | Лейбл             | Номер (тип издания)                                        | Высшая позиция в чарте Oricon |
| Студийные альбомы      | Студийные альбомы  | Студийные альбомы | Студийные альбомы                                          | Студийные альбомы             |
| ---------------------- | ------------------ | ----------------- | ---------------------------------------------------------- | ----------------------------- |
| Prologue               | 30 июня 2021 г.    | Nippon Columbia   | COCX-41464 (обычное издание) COZX-1771-2 (Limited Edition) | 24                            |
| Violet Bullet          | 28 августа 2024 г. | Nippon Columbia   | COCX-42328 (обычное издание) COZX-2114-5 (Limited Edition) | 32                            |
| Концептуальные альбомы |                    |                   |                                                            |                               |
| Fizzy Night            | 23 ноября 2022 г.  | Nippon Columbia   | COCX-41881                                                 | 40                            |

## Награды и номинации
| Год  | Награда               | Результат  | Категория                                                                      | Работа | Прим.   |
| ---- | --------------------- | ---------- | ------------------------------------------------------------------------------ | --- | ------- |
| 2024 | Anime Trending Awards | 12-е место | Опенинг года (вместе с Асами Сэто, Аякой Асаи, Каэдэ Хондо и Марией Наганавой) | «Dai Dai Dai Dai Daisuki na Kimi e♡» из The 100 Girlfriends Who Really, Really, Really, Really, Really Love You | [ 110 ] |